# Grono Konserwatorów Galicji Wschodniej

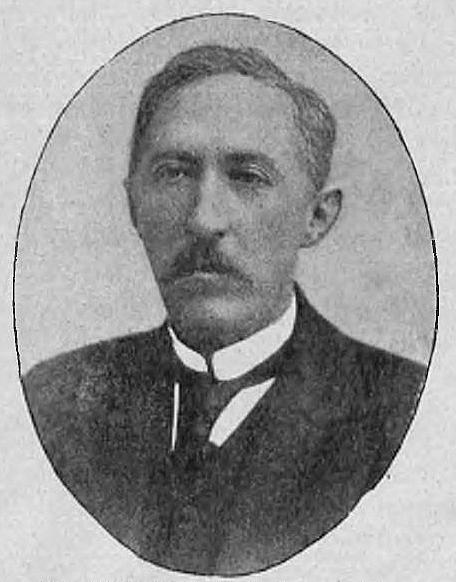
Wojciech Dzieduszycki

Grono Konserwatorów Galicji Wschodniej – instytucja ochrony zabytków, która zajmowała się ochroną, konserwacją i restauracją zabytków w Galicji Wschodniej. Istniała w latach 1889–1923 z siedzibą we Lwowie.

## Historia
W 1848 r. w rzece Zbrucz koło Husiatyna odnaleziono Idola ze Zbrucza, który z inicjatywy przyszłego konserwatora Koła Konserwatorów Galicji Wschodniej Mieczysława Potockiego został przekazany Towarzystwu Naukowemu Krakowskiemu.
W 1850 r. w Wiedniu utworzono Centralną Komisję Badań i Konserwacji Zabytków w celu ochrony zabytków Cesarstwa Austriackiego, w skład którego wchodziła Galicja. W 1873 r. Centralna Komisja została zreorganizowana w Centralną Komisję Badań i Konserwacji Zabytków Historycznych i Artystycznych, która została podzielona na trzy sekcje: archeologiczną, zabytków architektury i sztuki oraz zabytków archiwalnych.
W dniach 24–25 maja 1888 r. w gmachu Muzeum Narodowego w Krakowie odbył się I Zjazd Konserwatorów Galicji. Podczas obrad podjęto decyzję o powołaniu w Galicji Wschodniej i Zachodniej organizacji, których zadaniem będzie pomoc i koordynacja działań konserwatorów i członków korespondentów w zakresie funduszy przeznaczanych corocznie przez Sejm Krajowy Galicji na konserwację i restaurację zabytków. Ich organy wykonawcze (komitety) mieściły się we Lwowie i Krakowie. Zjazd podjął również uchwałę o rozpoczęciu inwentaryzacji zabytków i opracowaniu mapy okręgów konserwatorskich.
Jesienią 1889 r. we Lwowie wschodniogalicyjscy konserwatorzy i członkowie korespondencyjni założyli organizację „Koło Konserwatorów Galicji Wschodniej”, która w 1905 r. została przemianowana na „Grono Konserwatorów Galicji Wschodniej”.
17 grudnia 1889 r. w Krakowie zachodniogalicyjscy konserwatorzy i członkowie korespondencyjni założyli Grono Konserwatorów Galicji Zachodniej, na czele którego stanął Józef Łepkowski.
W 1911 r., zgodnie z reformami w Galicji, ustanowiono stanowisko jedynego konserwatora państwowego, co przekształciło lwowskie Grono w Towarzystwo Miłośników Starożytności. W 1916 r. konserwatorzy wschodniogalicyjscy na zebraniu postanowili zreorganizować swoją organizację w Krajowe Grono Konserwatorów Galicji Wschodniej. W 1923 r. instytucja ochrony zabytków przestała istnieć.
W latach 1892, 1900, 1902–1910 Grono Konserwatorów Galicji Wschodniej wydało trzy tomy „Tek Konserwatorskich”.
W różnych latach dla organizacji pracowali: Ksawery Liske, Antoni Schneider, Adam Kirkor, Aleksander Czołowski, Izydor Szaranewycz, Władysław Przybysławski, Włodzimierz Antoniewicz, Bohdan Janusz, Teodor Talowski, Wojciech Kętrzyński, Julian Zachariewicz, Ołeksandr Kołessa, Eugeniusz Barwiński i wielu innych.

## Kierownictwo
- Franciszek Stroiński (1856–1859)[1],
- Adolf Wolski (1859)[1],
- Mieczysław Potocki (1864–1878)[1],
- p.o. Józef Łepkowski (1878)[1],
- Wojciech Dzieduszycki (1879), historyk sztuki[1],
- Władysław Łoziński (1889–1898)[1],
- Ludwik Ćwikliński (1898–1902)[1],
- Ludwik Finkel (1902–1907)[1],
- Władysław Abraham (1907–1912)[1],
- Karol Hadaczek (1912–1914)[1],
- Tadeusz Szczydłowski (1914–1916)[2],
- Władysław Abraham (1916–1920)[1]
- p.o. Józef Piotrowski (1920)[2].

## Zobacz
- Grono Konserwatorów Galicji Zachodniej